# Chiang Kai-shek (fuzil)
O fuzil Type Chiang Kai-shek (em chinês:  中正式), também conhecido como o Fuzil Zhongzheng/Jiang Jieshi (dependendo da romanização do chinês), fuzil Generalissimo e Type 24 (二四式), em homenagem ao Generalissimo chinês Chiang Kai-shek, era uma cópia chinesa do fuzil Standardmodell alemão, o precursor do Karabiner 98k. A pré-produção do fuzil Chiang Kai-shek começou em 1935 (ano 24 do calendário republicano, daí o Type 24). Foi designado como Type 79 pelos comunistas chineses.
O fuzil estava em produção em grande escala no final de 1935. No entanto, a padronização total para a produção do fuzil Type Zhongzheng só começou durante a Segunda Guerra Sino-Japonesa e o fuzil Hanyang 88 foi produzido em maior número.

## Projeto

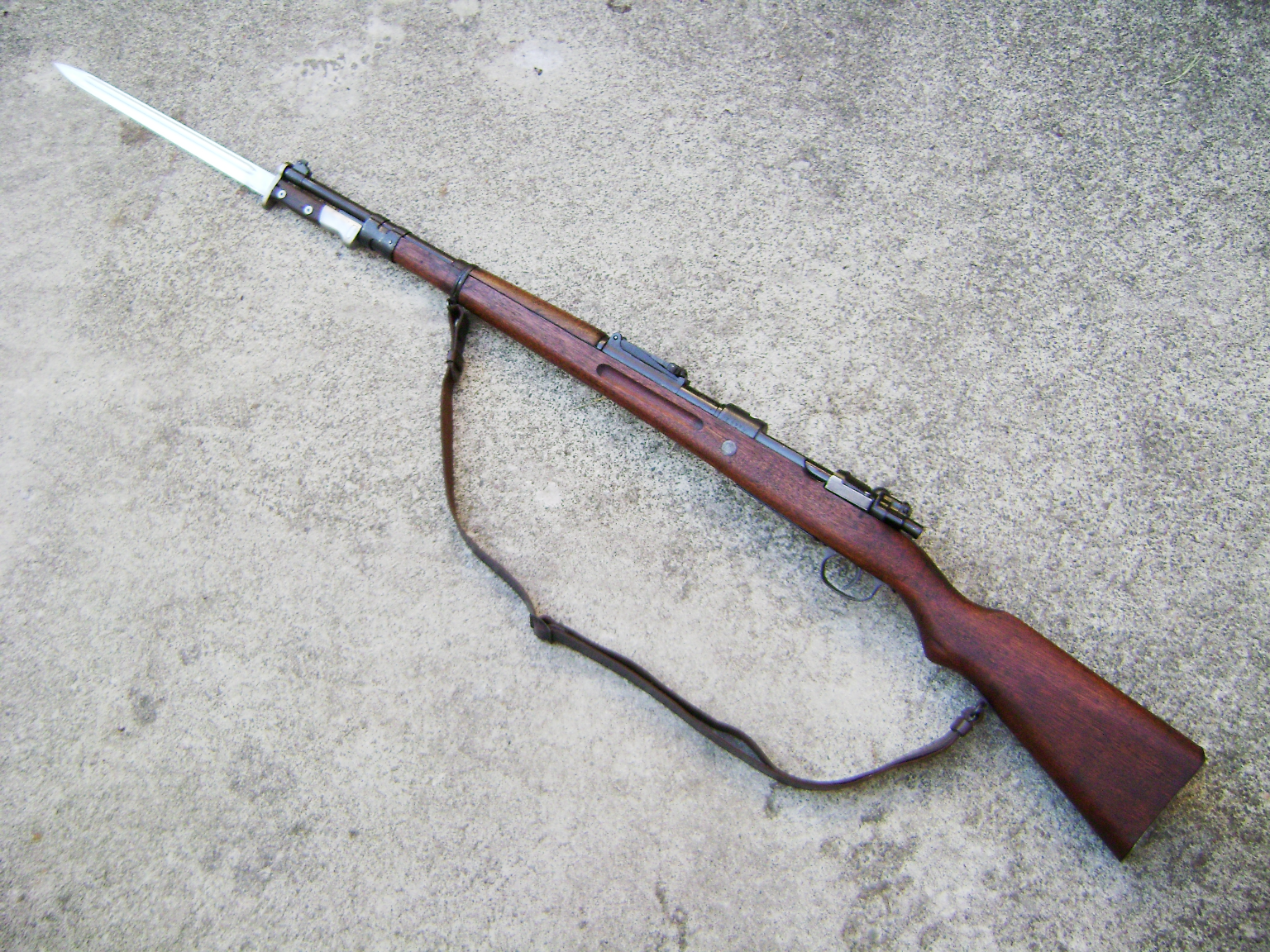
Fuzil Chiang Kai-shek com a baioneta HY1935 anexada

A principal vantagem do Type Chiang Kai-shek sobre o Arisaka era que ele tinha melhor poder de parada com o uso do cartucho 7,92x57 Mauser (.323); o fuzil também tinha uma cadência de tiro melhor e um alcance maior do que o Arisaka. A arma era mais curta (semelhante em comprimento ao Karabiner 98k) quando comparada com o Gewehr 98 e o Arisaka Type 38, mas o disparo produzia mais explosão e recuo.
O fuzil pode ter uma baioneta HY1935 anexada com o mesmo retém de baioneta Mauser.

## Operadores
- República da China (1912–1949): Exército Nacional Revolucionário Chinês, vários senhores da guerra chineses[7] e Exército Chinês Colaboracionista pró-japonês[8]
- China: Exército de Libertação Popular, chamado de Type 79[9]
- Vietnã do Norte: Viet Minh[10] e Viet Cong[11]